# Herfølge Boldklub 2008-2009

## Rosa
Aggiornato al 16 giugno 2009.
| N. |                      | Ruolo | Calciatore                  |
| -- | -------------------- | ----- | --------------------------- |
| 1  | Danimarca (bandiera) | P     | Lars Bjerring               |
| 2  | Danimarca (bandiera) | D     | Martin Arlofelt             |
| 3  | Danimarca (bandiera) | D     | Lasse Kronborg              |
| 4  | Danimarca (bandiera) | D     | Thomas Guldborg Christensen |
| 5  | Svezia (bandiera)    | D     | Magnus Tappert              |
| 6  | Danimarca (bandiera) | C     | Kenneth Sørensen            |
| 8  | Danimarca (bandiera) | C     | Sebastian Andersen          |
| 9  | Lituania (bandiera)  | C     | Rytis Leliūga               |
| 10 | Danimarca (bandiera) | C     | Mads Laudrup                |
| 11 | Brasile (bandiera)   | C     | Roberto Saraiva             |
| 12 | Danimarca (bandiera) | C     | Anders Dahl Simonsen        |
| 13 | Danimarca (bandiera) | A     | Henrik Toft                 |

| N. |                                 | Ruolo | Calciatore             |
| -- | ------------------------------- | ----- | ---------------------- |
| 15 | Danimarca (bandiera)            | C     | Nicolaj Madsen         |
| 16 | Bosnia ed Erzegovina (bandiera) | A     | Arman Mehakovic        |
| 17 | Danimarca (bandiera)            | D     | Thomas Sørensen        |
| 18 | Danimarca (bandiera)            | D     | Mikkel Christoffersen  |
| 19 | Kenya (bandiera)                | A     | Emmanuel Ake           |
| 20 | Danimarca (bandiera)            | C     | Mikkel Rygaard Jensen  |
| 21 | Danimarca (bandiera)            | C     | Heino Schou Hansen     |
| 22 | Brasile (bandiera)              | A     | Fabinho                |
| 23 | Danimarca (bandiera)            | D     | Morten Nielsen         |
| 24 | Danimarca (bandiera)            | D     | René Belling           |
| 25 | Danimarca (bandiera)            | P     | Morten Haastrup Jensen |
| 26 | Danimarca (bandiera)            | C     | Søren Nielsen          |
| -- | Danimarca (bandiera)            | D     | Nicklas Svendsen       |